# Liliana Allen
Liliana Allen (Liliana Allen Doll; * 24. März 1970 in Cueto, Provinz Holguín) ist eine ehemalige mexikanische Sprinterin kubanischer Herkunft.
1987 wurde sie bei den Panamerikanischen Spielen in Indianapolis Vierte über 100 Meter und gewann Silber in der 4-mal-100-Meter-Staffel. Bei den Weltmeisterschaften in Rom schied sie über 100 Meter im Viertelfinale aus und kam mit der kubanischen 4-mal-100-Meter-Stafette auf den sechsten Platz.
Bei den Juniorenweltmeisterschaften 1988 gewann sie Bronze über 100 und 200 Meter.
1989 wurde sie bei den Hallenweltmeisterschaften in Budapest Vierte über 60 Meter. Bei den Zentralamerika- und Karibikmeisterschaften gewann sie Silber über 100 Meter und Bronze über 200 Meter, und bei der Universiade siegte sie über 100 Meter und holte Silber über 200 Meter.
Bei den Zentralamerika- und Karibikspielen 1990 gelang ihr ein Doppelsieg über 100 und 200 Meter. 1991 folgte einer Bronzemedaille über 60 Meter Hallenweltmeisterschaften in Sevilla Doppelgold über 100 und 200 Meter und eine Silbermedaille in der 4-mal-100-Meter-Staffel bei den Panamerikanischen Spielen in Havanna. Bei den Weltmeisterschaften in Tokio erreichte sie über 100 Meter das Halbfinale und wurde mit der kubanischen Stafette erneut Sechste.
1992 siegte sie bei den Iberoamerikanischen Meisterschaften über 100 Meter. Bei den Olympischen Spielen in Barcelona wurde sie Achte über 100 Meter und erreichte mit dem kubanischen Quartett nicht das Ziel im Finale der 4-mal-100-Meter-Staffel, und beim Weltcup in Havanna wurde sie Zweite über 100 Meter.
1993 wurde sie bei den Hallenweltmeisterschaften in Toronto Vierte über 60 Meter und gewann bei der Universiade Silber über 100 Meter. Bei den Weltmeisterschaften in Stuttgart wurde sie Achte über 100 Meter und Sechste in der 4-mal-100-Meter-Staffel, und bei den Zentralamerika- und Karibikspielen verteidigte sie ihre Titel über 100 und 200 Meter. Im Jahr darauf wurde sie beim Weltcup 1994 in London erneut Zweite über 100 Meter.
1995 kam sie bei den Hallenweltmeisterschaften in Barcelona über 60 Meter erneut auf den vierten Platz. Bei den Panamerikanischen Spielen in Mar del Plata verteidigte sie ihren Titel über 200 Meter und gewann Silber über 100 Meter sowie in der 4-mal-100-Meter-Staffel, und bei den Weltmeisterschaften in Göteborg gelangte sie über 100 Meter ins Halbfinale.
Bei den Olympischen Spielen 1996 in Atlanta schied sie mit der kubanischen 4-mal-100-Meter-Stafette im Vorlauf aus.
Nach ihrer Heirat mit dem Trainer Gilberto Martínez siedelte sie nach Mexiko um und startete ab 1998 für ihre neue Heimat.
Bei den Iberoamerikanischen Meisterschaften 1998 siegte sie über 100 Meter und gewann Silber über 200 Meter. 1999 wurde sie über 100 Meter bei den Panamerikanischen Spielen in Winnipeg Achte und erreichte bei den Weltmeisterschaften in Sevilla das Halbfinale. Im darauffolgenden Jahr holte sie bei den Iberoamerikanischen Meisterschaften erneut Gold über 100 Meter und Silber über 200 Meter.
2001 siegte sie bei den Zentralamerika- und Karibikmeisterschaften über 100 Meter und gewann Silber über 200 Meter. Bei den Weltmeisterschaften in Edmonton schied sie über 100 Meter im Viertelfinale und über 200 Meter im Vorlauf aus. 2002 gelang ihr bei den Zentralamerika- und Karibikspielen ihr dritter Doppelsieg über 100 und 200 Meter.
2003 gewann sie bei den Panamerikanischen Spielen in Santo Domingo Bronze über 100 Meter und wurde mit der mexikanischen 4-mal-100-Meter-Stafette Vierte. Bei den Olympischen Spielen 2004 in Athen kam sie über 100 Meter ins Viertelfinale und scheiterte mit der mexikanischen Stafette im Vorlauf.

## Persönliche Bestzeiten
- 60 m (Halle): 7,08 s, 13. Februar 2000, Liévin
- 100 m: 11,09 s, 19. Juni 1999, Mexiko-Stadt
- 200 m: 22,72 s, 24. Juni 1994, Havanna
  - Halle: 23,79 s, 20. Februar 1990, San Sebastián